# 조지 리베로

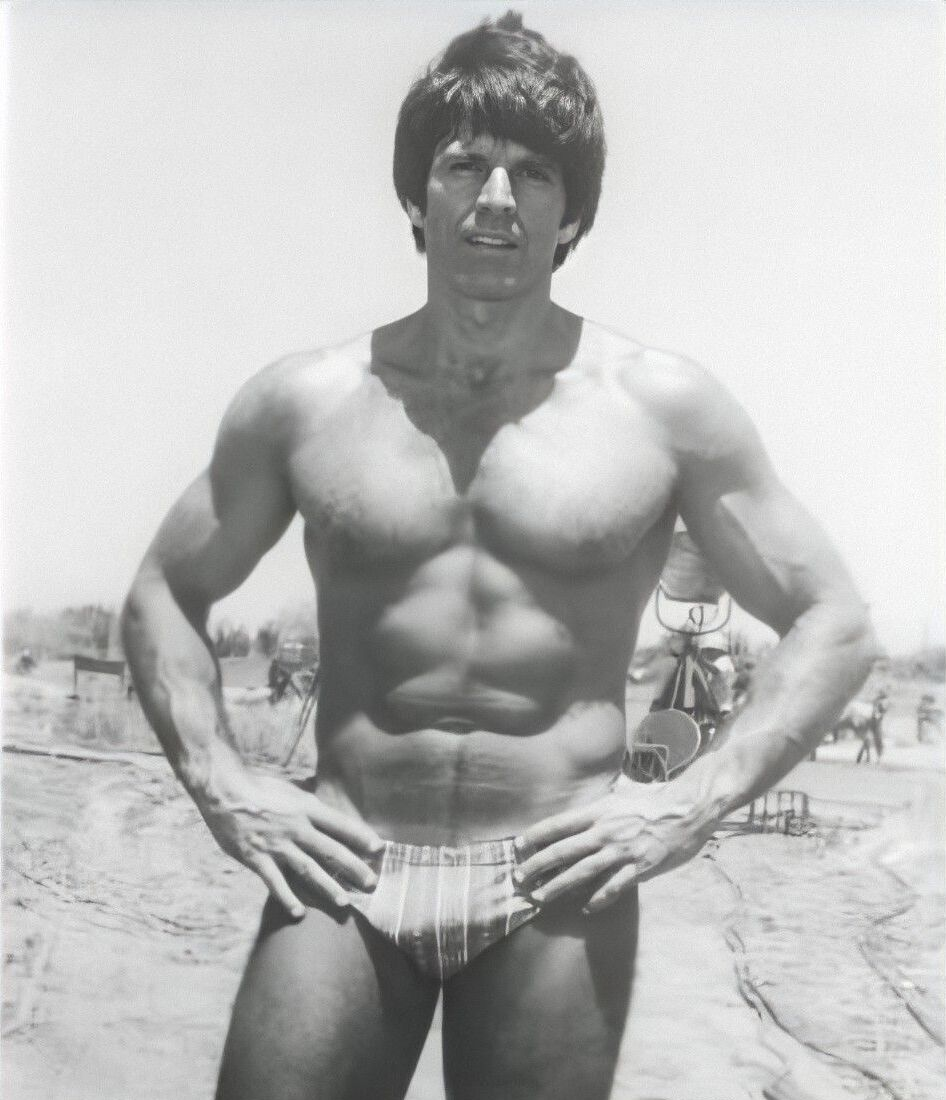

조지 리베로(Jorge Rivero, 1938년 6월 15일 ~ )는 멕시코의 텔레비전 배우, 영화배우이다.
멕시코시티에서 태어났다.

## 영화
- 늑대인간 (1996년)
- 블루 데블 - 위험한 거래 (1996년)
- 건스 앤 립스틱 (1995년)
- 라스트 리벤저 (1995년)
- 데스 매치 (1994년)
- 아이스 (1993년)
- 살인 주먹 (1989년) - C.J. 썬더버드 역
- 살인 기계 (1984년)
- 타겟 이글 (1982년)
- 데이브 오브 더 어쎄신 (1979년)
- 리벤지 게임 (1976년)
- 솔저 블루 (1970년)
- 리오 로보 (1970년)